# Eric Fischl
Eric Fischl, född 9 mars 1948 i New York, USA, amerikansk målare, verksam i New York. Han är utbildad vid California Institute of the Arts i Santa Clarita i Kalifornien.
Fischls figurativa måleri har i allmänhet en narrativ botten och, inte sällan, en mörk eller erotisk underton.